# Bjørn Asbrandsson
Bjørn Asbrandsson (960 - efter 1030) var en islandsk viking og skjald. Han optræder i Islændingesagaerne, særligt i Eyrbyggja Saga.
Han var Snorre Godes søsters elsker, med hvem han fik en søn. Som følge af et drab blev han tvunget til at forlade Island i år 986. Han var jomsviking, og han deltog med blandt andre Styrbjørn den Stærke under slaget ved Fyrisvallarna ca 985. I 998 forsvandt han til søs, og han blev mødt i 1030, hvor han var høvding over et hidtil ukendt land vest for Irland. En del af hans skjaldedigte findes stadig.
Ifølge irsk tradition var Asbrandsson en bonde, kriger og jomsviking i eksil, og han bosatte sig i Nordamerika.